# Bismarckstraße (Delmenhorst)
Die Bismarckstraße verbunden mit dem Bismarckplatz in Delmenhorst-Mitte ist eine 1100 Meter lange Hauptstraße der Stadt. Sie führt in Ost- und dann in Südrichtung von der Marktstraße / Rudolf-Königer-Straße / Hans-Böckler-Platz vorbei am Rathaus bis zur Cramerstraße und Düsternortstraße und weiter zur Bundesautobahn 28.
Nebenstraßen sind: Am Stadtwall, Mühlendamm, Delmegarten, Parkstraße, Moltkestraße, Roonstraße, Karlstraße, Arthur-Fitger-Straße und Max-Planck-Straße.
Viele Gebäude stehen als Einzeldenkmale oder in einer Denkmalgruppe unter Denkmalschutz.

## Geschichte
Die Bismarckstraße wurde benannt nach Otto von Bismarck, dem ersten Reichskanzler des Deutschen Reiches, dessen Gründung er maßgeblich vorangetrieben hatte.
Die südliche Stadtmitte, durch welche die Straße führt, ist der älteste Teil der Stadt. Die Gebäudestrukturen sind hier sehr unterschiedlich mit Einfamilienhäusern verschiedener Epochen und Verwaltungsbauten. Die Straße trennt den belebten Bereich der Einkaufszone mit der Langen Straße vom Grünbereich der ehemaligen Wasserburg mit der Burginsel und dem Graftring. 1991/92 wurde die Straße für 1,5 Millionen Mark ausgebaut.
Der Öffentliche Personennahverkehr erschließt die Straße durch die Delbus mit den Buslinien 204, 205, 206 und 212 sowie teilweise 201 und 213.

## Bauwerke
An der Straße stehen überwiegend zweigeschossige Gebäude, zumeist mit Satteldächern. Die mit (D) gekennzeichneten Häuser stehen in einer Denkmalgruppe oder auch als Einzeldenkmale unter Denkmalschutz.
Auswahl bedeutender Gebäude:
Bismarckstraße, Ostseite
- 1: 2-gesch. Bürohaus mit Walmdach mit Praxen
- 3: Wohnhaus (D)
- 10: Wohnhaus (D)
- 17: Bürohaus mit Praxis
- 19: Wohnhaus und Vorgarten (D)
- 20: Wohnhaus und Garten (D)
- 21: Haus mit der Filiale des Paritätischen Wohlfahrtsverbandes Niedersachsen
- 26: Haus mit psychologischer Beratungsstelle
- 36: Bürohaus mit Praxis
- 37: Wohnhaus (D)
- 39: Wohnhaus mit Praxis
- 46: Wohnhaus mit Praxis

Bismarckstraße, Westseite
- 66: Wohnhaus mit Walmdach
- 68: Bürohaus mit Praxis
- 71: Wohnhaus (D)
- 72: Wohnhaus (D)
- 75: Wohnhaus und Vorgarten (D)
- 80: Wohnhaus (D)
- 81: Wohnhaus (D)
- 87: Wohnhaus (D)

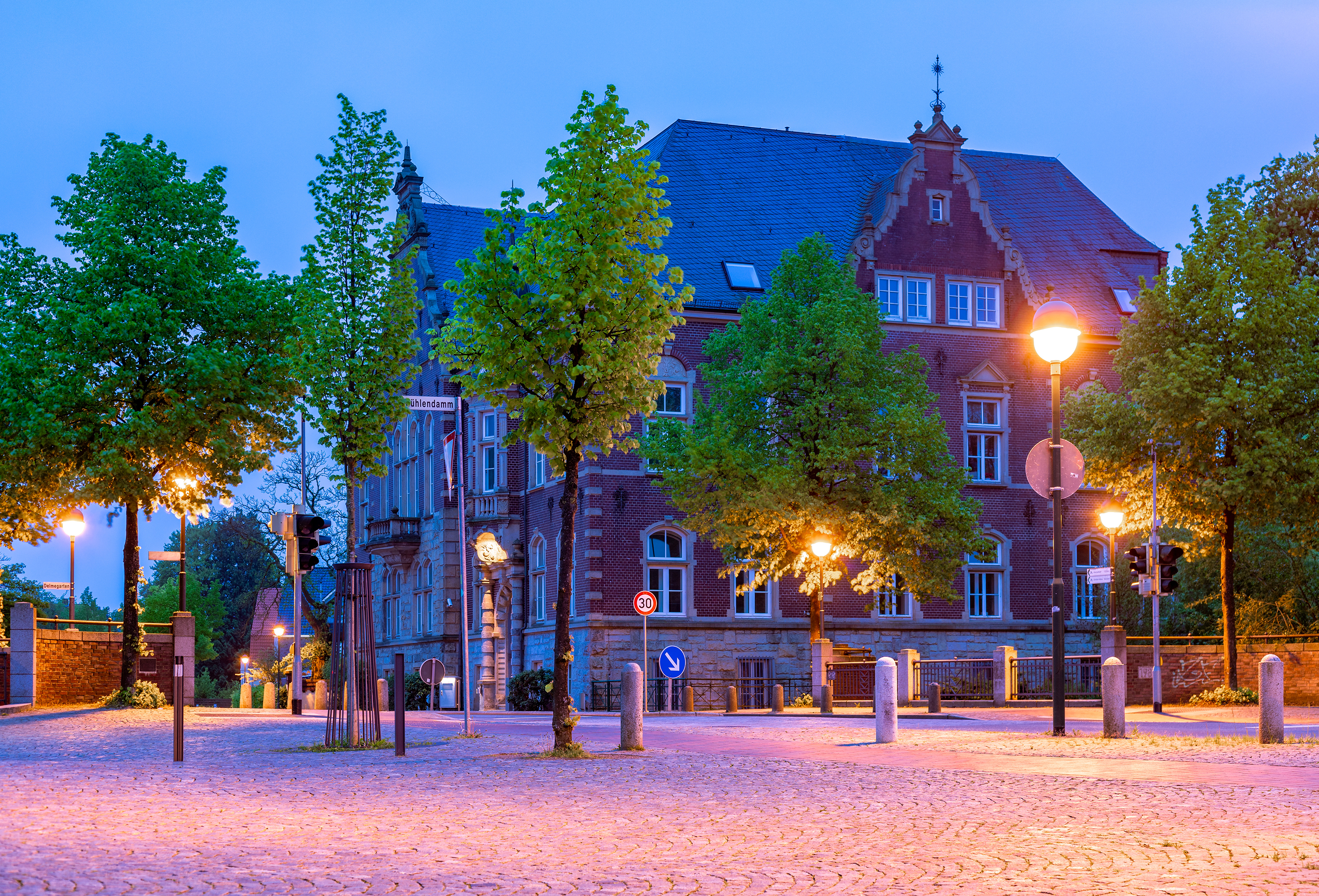
Nr. 110: Amtsgericht Delmenhorst

- 89: Wohnhaus, Garage und Vorgarten (D)
- 90: Wohnhaus und Vorgarten (D)
- 91: Wohnhaus und Vorgarten (D)
- 92: Wohnhaus und Vorgarten (D)
- 93: Wohnhaus und Vorgarten (D)
- 94: Wohnhaus und Vorgarten (D)
- 95: Wohnhaus und Garten (D)
- 98: Wohnhaus und Vorgarten (D): Haus Rehfeld von 1911 nach Plänen des Reformarchitekten Heinz Stoffregen
- 100: Villa (D) u. a. des Seifenfabrikanten Max Hilke
- 106: Villa von 1907 (D) für Oberamtsrichter U. Ramsauer, Inneneinrichtung nach Entwürfen von Carl Eeg, spätere Bewohner u. a. Familie Klein
- Parkplatz
- 110: 2- und 3-gesch. historisierendes Amtsgericht Delmenhorst im Gebäude von um 1900 (D) mit hohem Sockelgeschoss, Walmdach und zwei Giebeln im Stil der Neorenaissance sowie daneben
- Justizvollzugsanstalt Delmenhorst (Gefängnis) (D)

Bismarckplatz und Umgebung

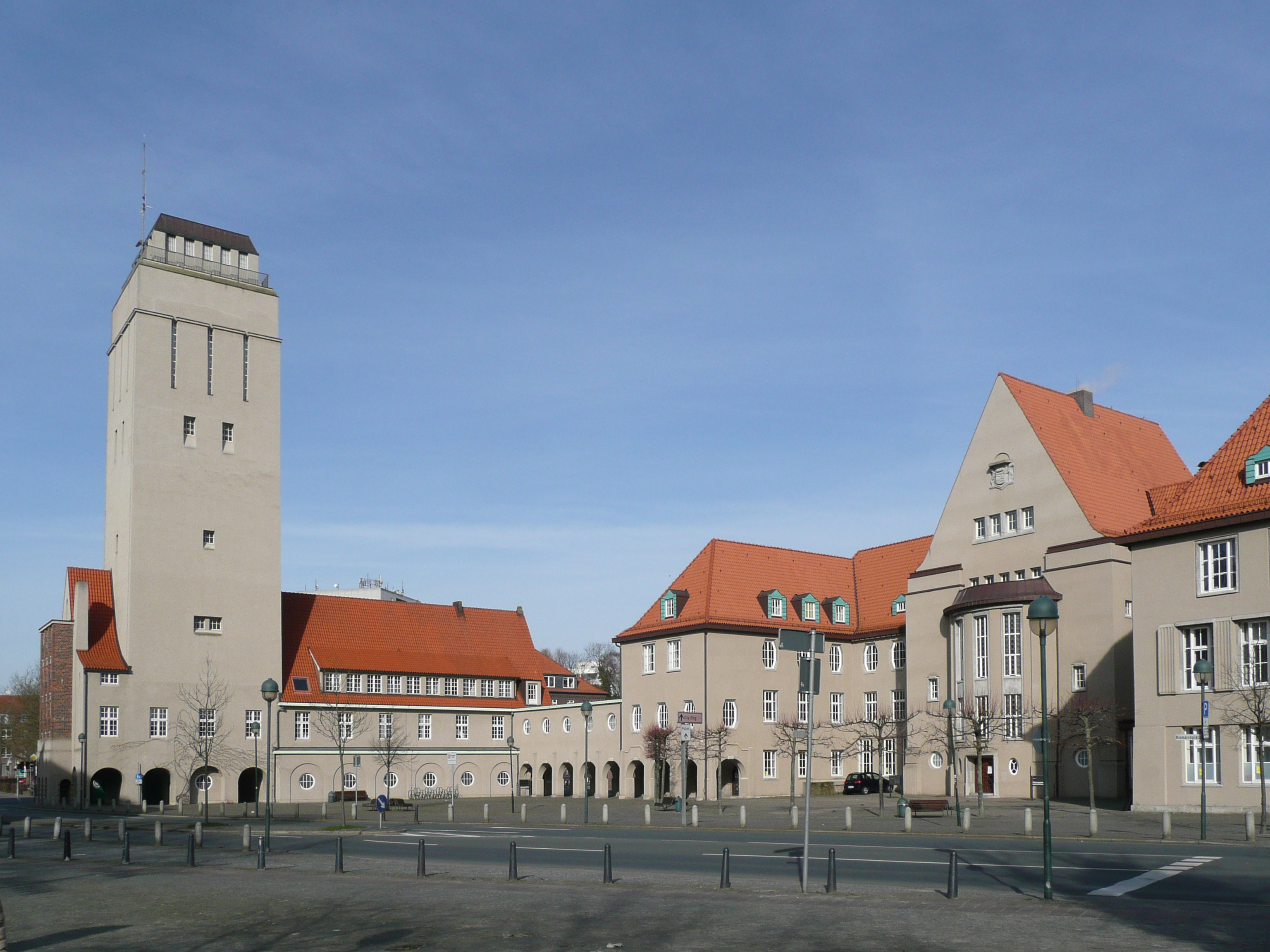
Wasserturm und Rathaus

- Verwaltungsgebäude Bismarckplatz 3 (D) von 1925 mit Katasteramt Delmenhorst
- Rathaus Delmenhorst (D) mit der Stadtverwaltung und dem Centrum Delmenhorst, von 1908 nach Plänen von Heinz Stoffregen
- Delmenhorster Wasserturm und ehemalige Feuerwache (D)
- Kommunalverbund Niedersachsen/Bremen
- Die Graft: Parkanlage ab 1905 mit Burginsel (D); 1914 entstand der Aufgang zur Graft von der Bismarckstraße zwischen den Häusern Nr. 100 und 104. Er wurde beidseitig mit Pyramidenulmen bepflanzt.[3][4][5]